# タコスタンド
タコスタンド（taco stand）あるいはタケリア（taqueria）とは、タコスまたはメキシコ料理を専門とする屋台、食堂車、レストランである。一般に注文から料理の提供までの時間が短く、価格も安い傾向にある。

## 概要
さまざまな食材が使われ、タコスのスタイルにも決まったものはない。タコスタンドは、メキシコのストリートフードと切っても切り離せない関係にある。タコスは20世紀初頭から伝統的なメキシコ料理の一部になったと考えられており、その発祥は、メキシコシティなどで、鉱山労働者が道すがら町の一角で買い求めることのできた軽食にある。それ以降、メキシコ国内やメキシコの料理や食文化の影響が濃い地域にはタコスを販売する店が林立するようになった。後者はアメリカの西部を中心にした大都市があてはまる:4–5。タケリアはもちろんタコスを専門としているが、一部の地域ではブリトーを中心メニューにした飲食店を指すなど、タコスがそれほど重視されていない場合もある:139–148。
メキシコでは、タコスタンドといえばふつうタケリアと同義である。タケリアはもともと露天商を意味する言葉だった。しかし、現代のタケリアはたいてい店舗を構えたり間借りしたレストランのことを言う。一方でタコスタンドはロードサイドや屋外の商店街など人の集まる場所で営業する形式が多いが、タコスを専門にするレストランを指すこともある。屋台のようにフェアー（定期市）やフェスティバル（祭り）にあわせて、一時的に営業する場合もある。

## ギャラリー

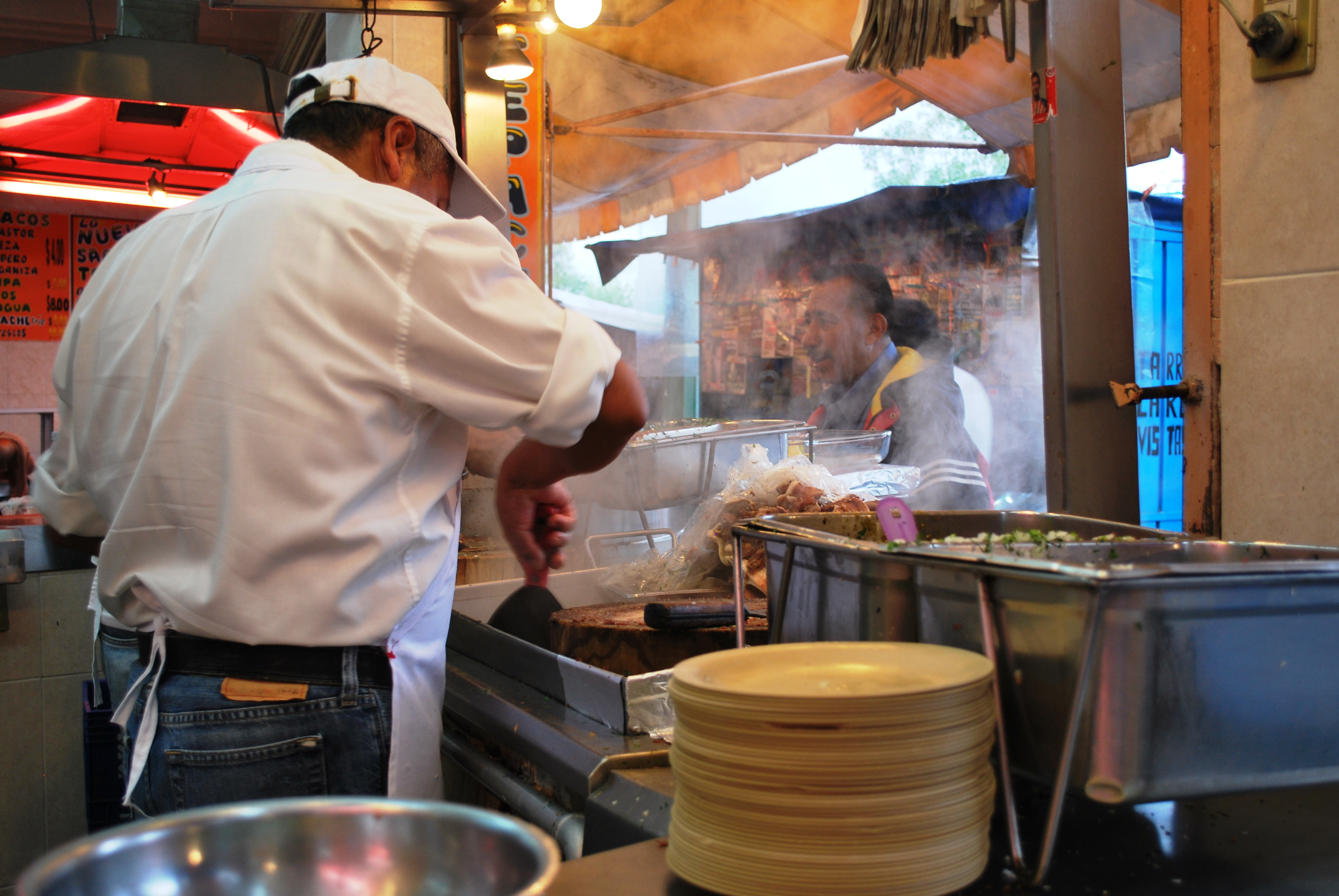
メキシコシティ近郊のタクバヤにあるタコスタンド
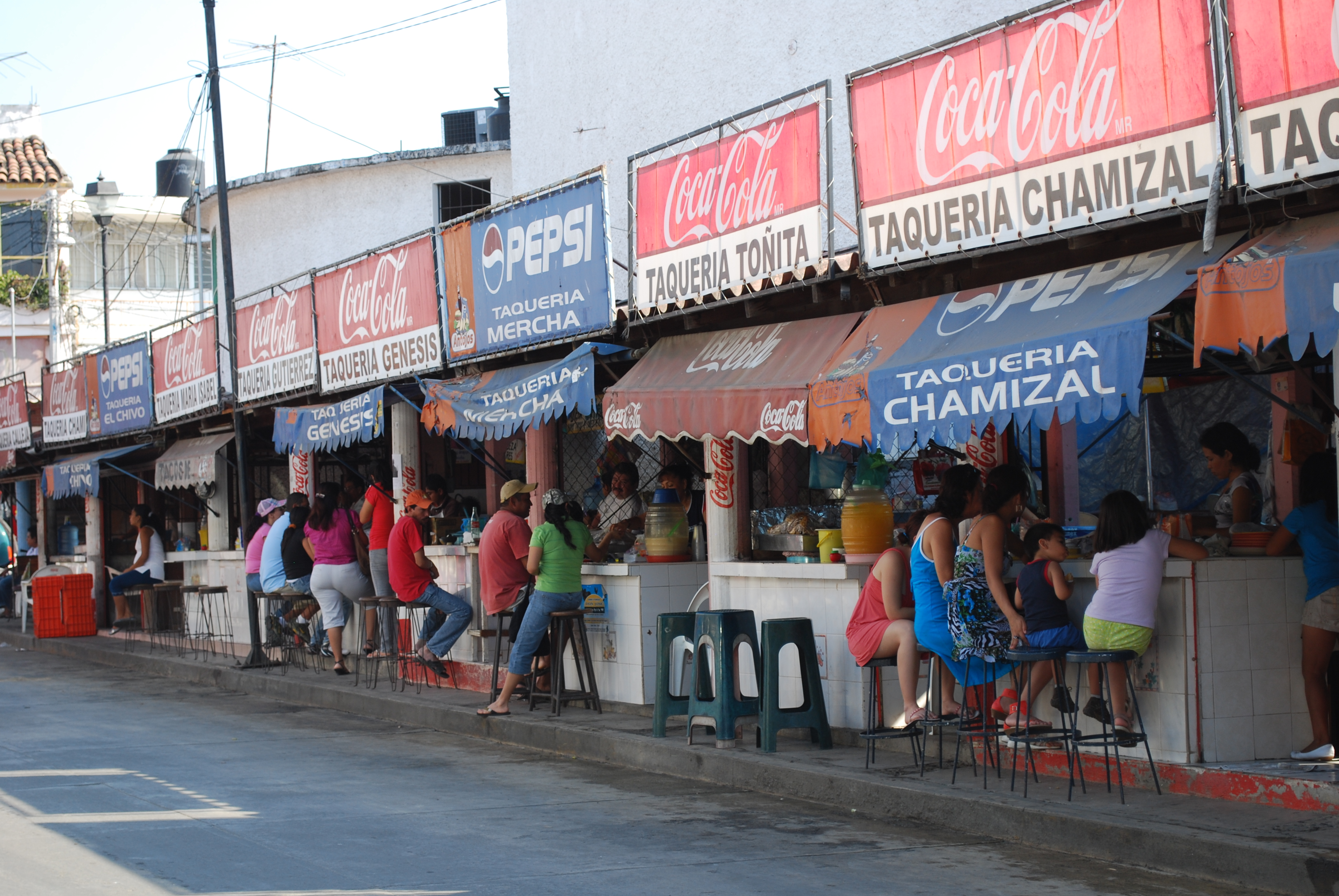
メキシコのゲレーロ州ペタトランの通りに並ぶタコスタンド
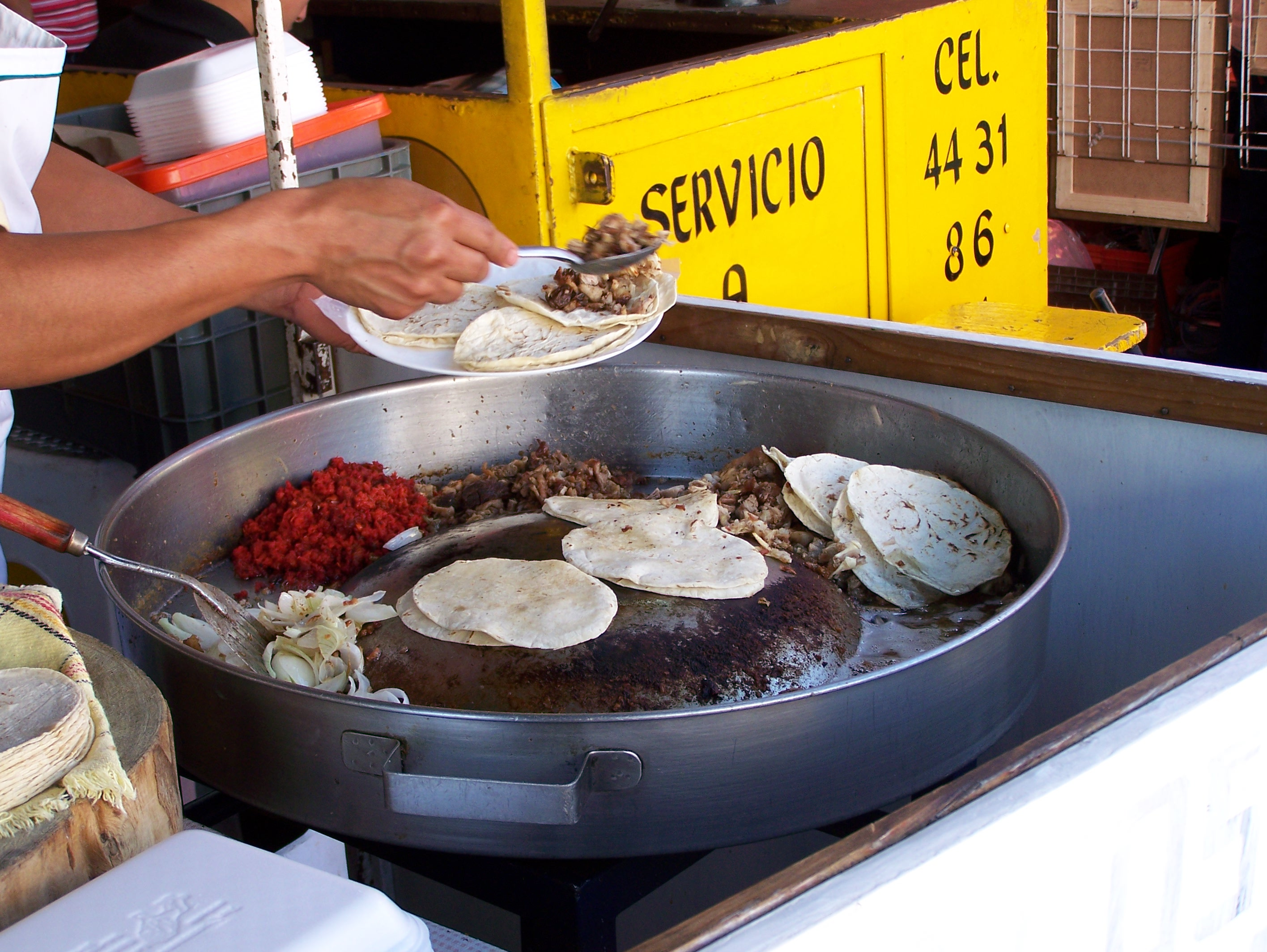
牛肉を炒めたスアデーロを使ったタコスを準備するタコスタンド（メキシコ）
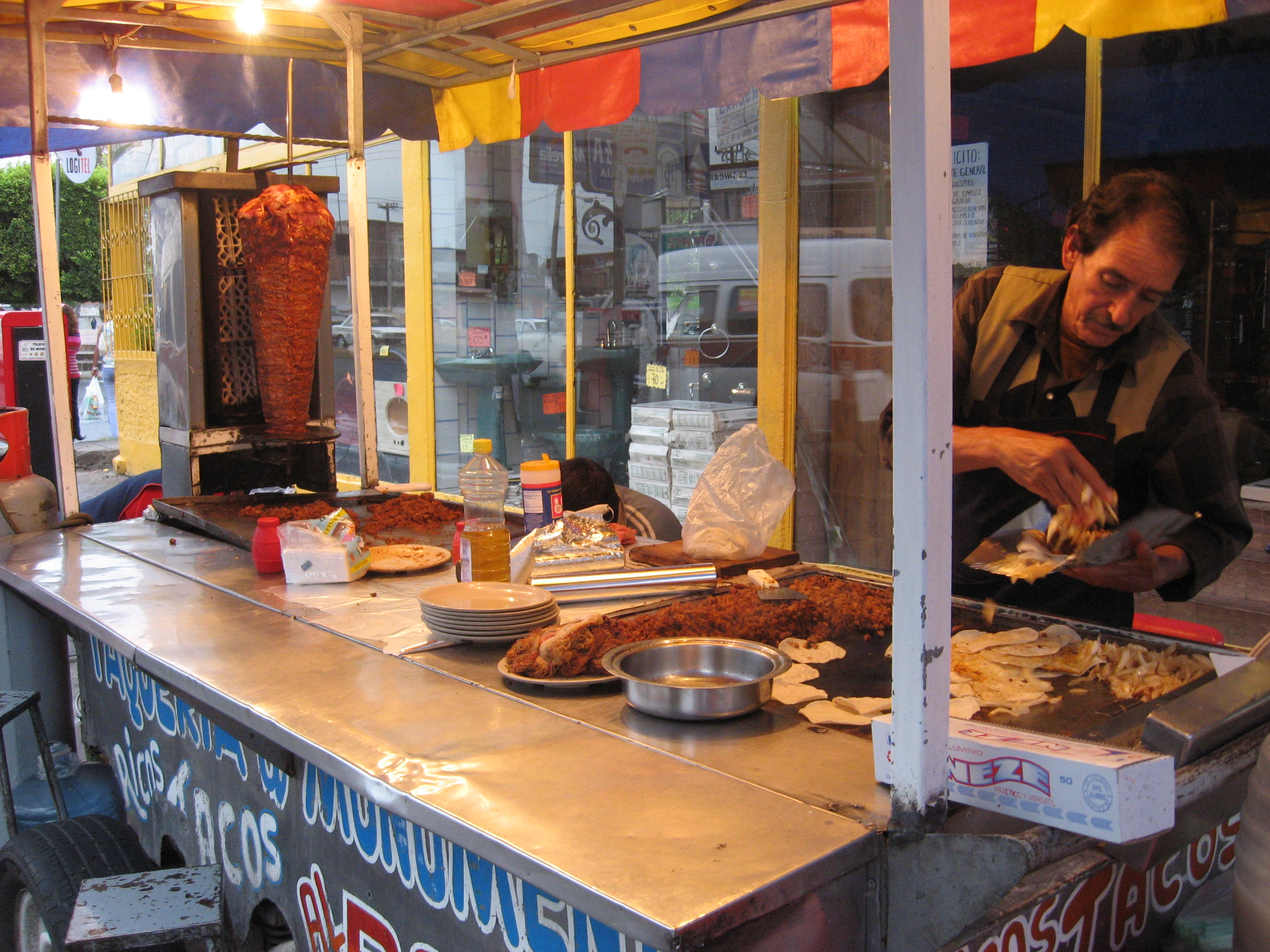
モレリア（メキシコ）のタコスタンド